# Dimorphanthera forbesii
Dimorphanthera forbesii là một loài thực vật có hoa trong họ Thạch nam. Loài này được (F.Muell.) F.Muell. mô tả khoa học đầu tiên năm 1890.